# القمع السياسي في كوريا الشمالية
يعاني الناس في كوريا الشمالية من القمع السياسي في كل جانب من جوانب الحياة اليومية، بما في ذلك النقاش والسفر والتوظيف والدين. حكمت سلالة كيم كوريا الشمالية لثلاثة أجيال. تعزز هذه السلالة سلطتها المركزية العليا من خلال اتباع أيديولوجيتي جوتشي وسونغون السياسيتين. ينتقد العديد من العلماء فكرة جوتشي، ويُنظر إليها على أنها ممارسة للشمولية. تشير فكرة سونغون إلى «السياسة العسكرية الأولى»، فيعني ذلك أن الجيش الشعبي الكوري يملك أعلى أولوية سياسية واقتصادية وفي تخصيص الموارد، وأنه يضحي بأجزاء أخرى من المجتمع من أجل ذلك.
تطلب كوريا الشمالية، كدولة ذات نظام حزب واحد، من كل مواطن حفظ تفاصيل المبادئ العشرة لإنشاء نظام أيديولوجي متآلف بشكل إلزامي؛ إذ تضمن هذه المبادئ الولاء المطلق والطاعة تجاه عائلة كيم. تُطبق أيضًا أساليب أخرى مثل الاعتقال، والعقاب في معسكر السجن، والإعدام المبلغ عنه، والإعدام العلني إذا لم توافق الدولة على سلوكيات الناس وأفعالهم، واستهلاكهم أو اظهارهم عدم احترام لعائلة كيم. 

## أيديولوجيةجوتشي
طور كيم إل سونغ أيديولوجية جوتشي، والتي يُنظر إليها في البداية على أنها نوع من الماركسية اللينينية، والتي تحولت تدريجيُا إلى الأيديولوجية التي تؤكد على «الاستقلال السياسي، والاكتفاء الذاتي الاقتصادي، والاعتماد على الذات» بعد الخطاب الذي ألقاه كيم إل سونغ في 14 أبريل عام 1965. تركز أيديولوجية جوتشي بشكل كبير على قيادة الجماهير، وأن كيم إل سونغ هو الرجل الوحيد الذي سيقود الجماهير إلى النجاح. تعزز هذه النظرية مكانة كيم إل سونغ العليا على حزب العمال وكوريا الشمالية.
تصف النظرية القائد العظيم بأنه «القائد المطلق والأعلى». يمتلك القائد العظيم الحكمة العليا، وهو أيضًا الشخص الوحيد الذي يمتلك التمثيل الشرعي للطبقة العاملة. يمكن للقائد العظيم أن يدرك الصراع الطبقي، ويقود الناس إلى تغييرات ثورية والتغلب على المهام الصعبة. القائد العظيم أيضًا هو إنسان مثالي لا تشوبه شائبة ولا يخطئ أبدًا، ولديه قدرة دائمة على حكم الجماهير. يستطيع إدخال نظام الأيديولوجية الوحدوي تفعيل نظرية القائد العظيم. نظام الأيديولوجية الوحدوي هو عشرة مبادئ لإنشاء نظام أيديولوجي متآلف. 

## الأحزاب السياسية والانتخابات
الجمعية الشعبية العليا هي الجمعية التشريعية الوحيدة في كوريا الشمالية، وهي التي تجري الانتخابات الخمسية لاختيار الحزب القائد والقائد الأعلى. يوجد من الناحية النظرية ثلاثة أحزاب مختلفة بما في ذلك حزب العمال الكوري، والحزب الاشتراكي الديمقراطي الكوري، وحزب تشوندوي ستوتشونغو، وعدد قليل من النواب من المنظمات الأخرى، ولكن من الناحية العملية، رشحت الجبهة الديمقراطية لإعادة توحيد الوطن ثلاثة أحزاب، وكان من المتوقع دائمًا فوز حزب العمال. يُلزم جميع المواطنين الذين تبلغ أعمارهم 17 عامًا وما فوق بالتصويت. 
يُعد الانضمام إلى المجموعات الداعمة والتعبير عن السعادة بالتصويت لقيادة الأمة العظيمة بعد مغادرة مراكز الاقتراع أمرًا متوقعًا. تُنتقد الانتخابات على أنها أشبه باستعراض بسبب نسبة الإقبال الدائمة والتي تبلغ حوالي 100%. يتمتع المواطنون اسميًا بالحق في التصويت ضد المرشح عن طريق حذف اسم المرشح ووضع ورقة الاقتراع في الصندوق المنفصل. يحدث التصويت في مكان عام وتحت أعين المسؤولين. يُعد ذلك عملًا محفوفًا بالمخاطر، لأنه يمكن للشرطة السرية ملاحقة الشخص وإدانته في عدم ولائه للأمة. يحصل أولئك الذين صوتوا ضده على عقوبة يمكن أن تتجسد بخسارة منازلهم ووظائفهم. يحتل حزب العمال بقيادة عائلة كيم أغلبية الأصوات في كل الانتخابات، وتحدد الجمعية الشعبية العليا قوته السياسية المهيمنة على كوريا الشمالية.

## الشرطة السرية
وكالة الشرطة السرية هي وكالة مستقلة ومنفصلة تابعة لوزارة أمن الدولة في كوريا الشمالية. ذكرت شهادة مدرب الشرطة السرية السابق كونغ ثاك هو أن عملية اختيار الشرطة السرية تعتمد على الولاء للحزب الحاكم وعائلة كيم؛ ولا تُعد المهارات المحددة المتعلقة بعمل الشرطة ذات أهمية كبيرة. سيحقق المعنيون في ستة أجيال من أقارب المرشحين المحتملين، ولا بد من وجود شخص شغل منصبًا مهمًا. تتمثل إحدى الواجبات الرئيسية بقمع المجرمين السياسيين الذين يتحدون عائلة كيم ويشعرون بالاستياء من النظام. تُعد وكالة الشرطة السرية مخولة بالمثول أمام محكمة خاصة، وتقديم تقرير مباشر إلى كيم جونغ أون. تُعد الشرطة السرية ذات الرتب العالية المسؤولة عن مراقبة جميع المنشورات في كوريا الشمالية ومنح الموافقة؛ ومن واجبتها الآخرى إدارة معسكرات الاعتقال في كوريا الشمالية. تدرب الوكالة الحراس على إساءة معاملة السجناء، ومعاقبة الحراس إذا شعروا بالتعاطف مع سوء معاملة السجناء. 

## تخصيص المواد الغذائية
لم تتمكن كوريا الشمالية منذ تسعينيات القرن العشرين من تخصيص المواد الغذائية لمواطنيها، وهي تعتمد بشكل كبير على المساعدات الغذائية الدولية. تُعد كوريا الشمالية غير قادرة على استيراد المواد الغذائية وتطوير تقنيتها الزراعية، وذلك بسبب العقوبات الاقتصادية التي بدأتها أمريكا. تُعد غلة الغذاء غير كافية لإطعام الناس، فيضاعف ذلك من سوء إدارة الموارد والبيئة، ومن غير القانوني أيضَا للمواطنين العثور على الطعام بسبب تقييد الحركة. تؤدي هذه الآثار إلى قحط جماعية ومجاعة.
تساءل ستيفان هاغارد وماركوس نولاند عن إمكانية تجنب النقص الكبير في الغذاء في تسعينيات القرن العشرين؛ ولكن النظام لم يضع سلامة الناس في مقدمة أولوياته واستمر في تخصيص الموارد للجيش بشكل تعسفي. كان من الممكن أن تتغلب التعديلات الملائمة في السياسة على النقص الكبير في الغذاء. رفضت الدولة الحصول على مساعدات إنسانية دولية وعلاقات خارجية منقادة. 

## وسائل الإعلام
يخضع الإعلام لرقابة الدولة الصارمة ويعمل كدعاية سياسية. صُنِّفت كوريا الشمالية في المرتبة الأخيرة من بين 180 دولة مع أعلى درجة قُدِّرت بنسبة 84.98 على مؤشر حرية الصحافة العالمي لعام 2018. تملك الحكومة جميع الصحف ومحطات البث، ويوجَّه التركيز الرئيسي على تعزيز الوحدة الوطنية وضمان الولاء المطلق لكيم جونغ أون، وهو يمثل الجيل الثالث من عائلة كيم. تُعد وكالة الأنباء المركزية الكورية المزود الرئيسي للأخبار، وتضم العاصمة بيونغ يانغ جميع دور النشر التي تحتوي على 12 صحيفة رئيسية من ضمنها صحيفة رودونغ سينمون و20 مجلة أخرى. يُعد كل صحفي محلي عضوًا في حزب العمال، ويعتبر الصحفي الرسمي المحلي الصحفي الأجنبي «كاذبًا» يهدف إلى زعزعة استقرار الحكومة.
لا يُسمح باستخدام الهواتف بما في ذلك الهواتف المحمولة للاتصال ونقل الملفات إلا في الشبكة الداخلية الوطنية التي تتحكم فيها الحكومة وتراقبها بالكامل. لا يمكن للكوريين الشماليين الوصول إلى وسائل الإعلام والمعلومات ذات المصادر الأجنبية بأي شكل من أشكال المشاهدة أو القراءة أو الاستماع، وإلا ترسلهم الحكومة إلى معسكر الاعتقال.

## ترتيب الولاء الرسمي للمواطنين
تقيم الحكومة المواطنين على أساس نظام سونغبون، وتصنفهم إلى حوالي 50 تصنيفًا فرعيًا تحت ثلاث فئات رئيسية، والتي يشهدها اللاجئون والوثائق في كوريا الشمالية. يُعتبر السلوك الشخصي، وخلفية الأسرة، وخلفية الأقارب من حيث الموقف السياسي والوضع الاجتماعي والاقتصادي عناصرًا أساسية لتقييم ولاء الفرد للحكومة والقائد العظيم. تُخصَص المسؤولية، وفرص التعليم والعمل، وحتى المواد الغذائية الكافية للفرد إذا كان يستحق الثقة فقط، وهو ما يحدده نظام سونغبون. يُعد ترتيب الشخص الجيد في السونغبون مؤهلًا أساسيًا في حال رغبة الفرد في الانضمام إلى حزب العمال.
يُعامل جميع المواطنين معاملة جيدة على قدم المساواة وفقًا لحكومة كوريا الشمالية التي تدعي أن الخلفية العائلية ليست أبدًا أساسًا لأي تمييز.